# Vezseny
Vezseny község az Észak-Alföldi régióban, Jász-Nagykun-Szolnok vármegye Szolnoki járásában.

## Fekvése
Vezseny Jász-Nagykun-Szolnok vármegye délnyugati részén, a Tisza által három oldalról körülölelt területen fekszik. A folyó Vezseny „körül” 12 kilométeres kerülőt tesz meg. A község elvileg mégsem zsáktelepülés, a főutca ugyanis a Tisza-partra vezet, a folyón pedig komp működik, és az út folytatódik a túloldalon, Martfű és Tiszaföldvár közigazgatási határvonalán. Tengerszint feletti magassága 87–91 méter. A megyeszékhely, Szolnok körülbelül 25 kilométerre fekszik, a két legközelebbi város pedig a már említett Martfű és Tiszaföldvár (mindkettő már a Tisza bal partján), körülbelül 5–5 kilométerre. Legközelebbi, szárazföldi úton is elérhető szomszédja, Tiszajenő ugyancsak mintegy 5 kilométer távolságban található.

### Megközelítése
Közúton a Szolnok–Tószeg–Tiszavárkony–Tiszajenő–Tiszakécske–Tiszaalpár-Kiskunfélegyháza útvonalon húzódó 4625-ös útról érhető el, a Tiszajenő határán keletnek kiágazó 46 149-es számú mellékúton.
A közúti tömegközlekedést a Volánbusz autóbuszai biztosítják.
Vezsenyt kompjárat köti össze a Tisza bal partjával, és egy rövid bekötőút után elérhető a 442-es főút régi nyomvonala (ma 4633-as út) és Martfű vagy Tiszaföldvár.
Vasútvonal nem vezet át a településen; a legközelebbi vasútállomás a körülbelül 5 kilométerre lévő Tiszajenőn (Tiszajenő-Vezseny megállóhely néven) a MÁV 145-ös számú Kecskemét–Szolnok-vasútvonalán, vagy a Tisza bal partján, a MÁV 130-as számú Szolnok–Hódmezővásárhely–Makó-vasútvonalán fekvő Martfűn (Martfű vasútállomás) vagy Tiszaföldváron (Tiszaföldvár vasútállomás) található.

## Története
A községet valószínűleg a Vason nemzetség fiai alapították, írott forrás 1354-ben Wesen alakban említi először . Hatalmas mocsarak, nádasok szegélyezték a kiemelkedő, letelepedésre alkalmas   magasabb halmokat. A Tisza kanyarulata miatt csak nyugatról lehetett szárazföldön megközelíteni, ami könnyen védhetővé tette a falu népét a betolakodók támadásai ellen. Ha a helyzet megkívánta, a környező mocsaras nádasokban jól el tudott rejtőzködni a lakosság.
Az alacsonyabb fekvésű falurészen bronzkori temetőt találtak. A település déli részéről a Bökönyepartról (Kisdebrecen) vaskori kelta női sír származik. Az itt talált vérzománc-berakásos, állatfejekkel díszített bronzöv a kelta művészet kiemelkedő alkotása. A nyugati határrészen, a vezsenyi szőlők felé honfoglalás kori lovas sírokat találtak, a Tiszából avar kardot, mamutagyarat, ősorrszarvú-, őstulok csontokat szedett ki a halász. A régi kor embere itt dús legelőket, erdőket, vadban gazdag réteket, bőséges halászatot talált.
A község mellett zajlott a Rákóczi-szabadságharc egyik nagy csatája, amikor a Sajó és a Hernád menti hajdútelepülésekről felállított ezred három századát 1705. április 18-án szétverték a rácok. A  kurucok vesztesége több tiszt és majdnem száz katona volt.
A település melletti tiszai átkelő birtoklásáért a második világháború idején is súlyos harcok dúltak.

## Közélete

### Polgármesterei
- 1990–1994: Hatvani Lajos (Magyar Néppárt – Nemzeti Parasztpárt)[4]
- 1994–1998: Hatvani Lajos (független)[5]
- 1998–2002: Hatvani Lajos (független)[6]
- 2002–2006: Hatvani Lajos (független)[7]
- 2006–2010: Hatvani Lajos (független)[8]
- 2010–2014: Ifj. Szabó Ferenc (független)[9]
- 2014–2019: Szabó Ferenc (független)[10]
- 2019–2024: Szabó Ferenc (független)[11]
- 2024– : Szabó Ferenc (független)[1]

Az önkormányzat címe: 5093 Vezseny, Templom u. 1., telefonszáma: (56) 459-021, faxszáma: (56) 459-022; e-mail címei: info@vezseny.hu, vezseny@citromail.hu, hivatalos honlapja:www.vezseny.hu

## Népesség
A település népességének változása:
| Lakosok száma | 648  | 663  | 599  | 610  | 604  | 608  | 583  |
|               | 2013 | 2014 | 2017 | 2021 | 2022 | 2023 | 2024 |

2001-ben a település lakosságának 96%-a magyar, 4%-a cigány nemzetiségűnek vallotta magát.
A 2011-es népszámlálás során a lakosok 88,5%-a magyarnak, 5,7% cigánynak, 0,2% horvátnak, 0,8% németnek, 0,5% románnak mondta magát (11,5% nem nyilatkozott; a kettős identitások miatt a végösszeg nagyobb lehet 100%-nál).
2022-ben a lakosság 81,1%-a vallotta magát magyarnak, 4,3% cigánynak, 1% németnek, 0,5% ruszinnak, 0,2-0,2% szerbnek, szlovénnek, örménynek, ukránnak és horvátnak, 1,3% egyéb, nem hazai nemzetiségűnek (17,5% nem nyilatkozott; a kettős identitások 3iatt a végösszeg nagyobb lehet 100%-nál). Vallásuk szerint 16,7% volt református, 12,9% római katolikus, 0,8% izraelita, 0,5% evangélikus, 0,3% görög katolikus, 0,2% ortodox, 0,6% egyéb keresztény, 27,3% felekezeten kívüli (40,2% nem válaszolt).

## Vallás
A 2001-es népszámlálás adatai alapján a lakosság többsége, kb. 47%-a református, kb. 32%-a római katolikus, kb. 2%-a evangélikus. Nem tartozik egyetlen egyházhoz vagy felekezethez sem, illetve nem válaszolt kb. 19%.
2011-ben a vallási megoszlás a következő volt: római katolikus 23,2%, református 25,3%, görögkatolikus 0,5%, evangélikus 0,8%, felekezeten kívüli 23,5% (26,7% nem nyilatkozott).

### Római katolikus templom
A Váci egyházmegye (püspökség) Szolnoki Főesperességének Szolnoki Esperesi Kerületében lévő tiszavárkonyi plébániához tartozik, mint fília. A római katolikus kápolna titulusa: Szent István király.

### Református egyház
A Dunamelléki Református Egyházkerület (püspökség) Délpesti Református Egyházmegyéjéhez (esperesség) tartozik. Nem önálló anyaegyházközség.

### Evangélikus egyház
Az Északi Evangélikus Egyházkerület (püspökség) Dél-Pest Megyei Egyházmegyéjében (esperesség) lévő Szolnoki Evangélikus Egyházközséghez tartozik, mint szórvány.

## Természeti értékek
- A Tisza folyó hatalmas félkörívet ír le a falu körül, és három oldalról is közrefogja azt.

## Nevezetességei
- Református templom: 1781-ben épült, barokk stílusban. A homlokzat előtti torony egyszerű architektúrájú, ablakai vakolatkeretesek, párkányok tagolják. Belül falazott stukkódíszes szószék látható, a 18. században készült.
- Régi Általános Iskola: 1926-ban épült, két tantermes, tanítói lakással, kupolás saroktetővel, oldalában az első világháborúban elesettek neve bronzba öntve.
- Komp átkelőhely: Az átkelőn régen vásáros kocsik, gyalogosok utaztak. Itt járt át Arany János Szalontáról Nagykőrösre menet.
- Parókia: 1847 tavaszán Petőfi Sándor látogatást tett itt.
- Római katolikus (Szent István király-) kápolna: 2001-2006 között épült.
- Emlékmű: A település 720. éves évfordulójára állították 2004-ben.
- Emlékmű: A Rákóczi-féle szabadságharc 1706. évi csatájának emlékére készült 2006-ban.
- A Tisza-soron és a Hunyadi utcában még láthatóak népi lakóházak.
- Emlékmű: trianoni emlékmű a piactérnél, 2010-ben lett átadva.

## Híres emberek
- Itt született Hartyányi István könyvkiadó, bibliográfus.
- Itt született Tamássy Zdenko Erkel Ferenc-díjas zeneszerző